# Північні залізниці

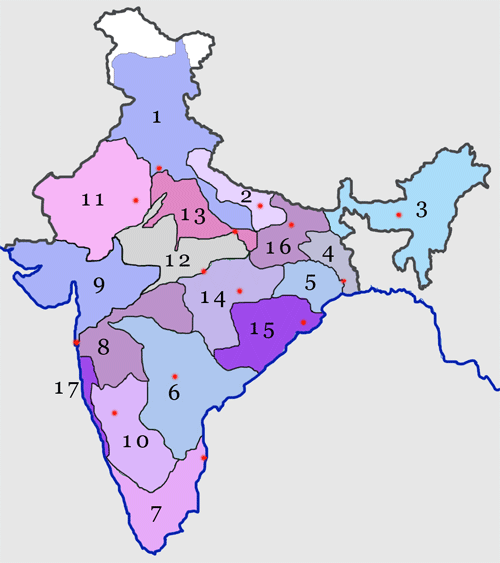
Мапа залізниць Індії. Північні залізниці позначені цифрою 1

Півні́чні залізни́ці (англ. Northern Railways) — найбільша за повною довжиною ліній (6807 км) зона Індійських залізниць. Штаб-квартира залізниці розташована в Делі на Вокзалі Нью-Делі. Штаб-квартири підзон залізниці містяться в містах Амбала, Фірозпур, Лакнау і Морадабад.
До залізниці входить перша залізнична лінія в Північній Індії, що сягнула Аллахабада і Канпура 2 березня 1859 року. У сучасному вигляді вона була заснована 14 квітня 1952 року. Зараз залізниця обслуговує повністю або частково штати Джамму і Кашмір, Пенджаб, Хар'яна, Хімачал-Прадеш, Уттаракханд, Уттар-Прадеш та території Делі і Чандіґарх.

## Ресурси Інтернету
- Northern Railways, офіційна сторінка
- Indian Railways, офіційна сторінка

| Прапор Індії | Це незавершена стаття про Індію. Ви можете допомогти проєкту, виправивши або дописавши її. |